# Châteauroux-les-Alpes
Châteauroux-les-Alpes är en kommun i departementet Hautes-Alpes i regionen Provence-Alpes-Côte d'Azur i sydöstra Frankrike. Kommunen ligger  i kantonen Embrun som ligger i arrondissementet Gap. År 2022 hade Châteauroux-les-Alpes 1 223 invånare.

## Befolkningsutveckling
Antalet invånare i kommunen Châteauroux-les-Alpes
Referens:INSEE